# Control Data Corporation
Control Data Corporation (CDC) — американский производитель вычислительной техники, компьютерной периферии и суперкомпьютеров, а также автоматизированных систем управления силами и средствами, систем военной и правительственной связи, боевых информационных управляющих систем, систем управления вооружением кораблей и летательных аппаратов. В 1960-х CDC была одним из девяти основных производителей компьютеров в стране, наряду с IBM, Burroughs Corporation, DEC, NCR, General Electric, Honeywell, RCA и UNIVAC. В 1960-х в компании работал Сеймур Крэй, под руководством которого было создано несколько быстрейших суперкомпьютеров той эпохи. В 1970-х титул производителя самых быстрых компьютеров перешел к Cray Research, основанной Крэем в 1972 году, с которым CDC конкурировала вплоть до конца 1980-х годов.
В конце 1980-х, CDC приняла решение прекратить выпуск компьютеров, соответствующие подразделения компании были закрыты или распроданы в 1988 году; в 1992 реорганизация закончилась созданием Control Data Systems, Inc.. Часть бывших подразделений CDC ныне входит в состав Ceridian.

## История
Основана 8 июля 1957 года в Миннесоте. 14 августа 1957 Уильям Норрис был избран президентом.
В 1970-х компания разрабатывала учебную систему PLATO совместно с Университетом штата Иллинойс.
Сеймур Крей покинул компанию в 1972 году, создав Cray Research.
В 1975 году совместно с компанией Honeywell основана компания Magnetic Peripherals Inc. (MPI) по производству жёстких магнитных дисков, позднее переименованная в Imprimis Technology. В конце 1970-х — начале 1980-х годов MPI стала крупным игроком на рынке 14-дюймовых жёстких дисков. В 1988 году Imprimis Technology была продана компании Seagate Technology.
В 1980-е годы CDC по большей части занимается производством жестких дисков SCSI.
Норрис покинул пост президента и CEO компании в 1986 году.
В 1992 Control Data Corporation разделена на Ceridian Corporation и Control Data Systems, Inc.

## Продукция
- 1960 — 1604[8], 1604-B
- 1961 — 160
- 1962 — 924
- 1963 — 160A, 1604-A, 3400, 6600

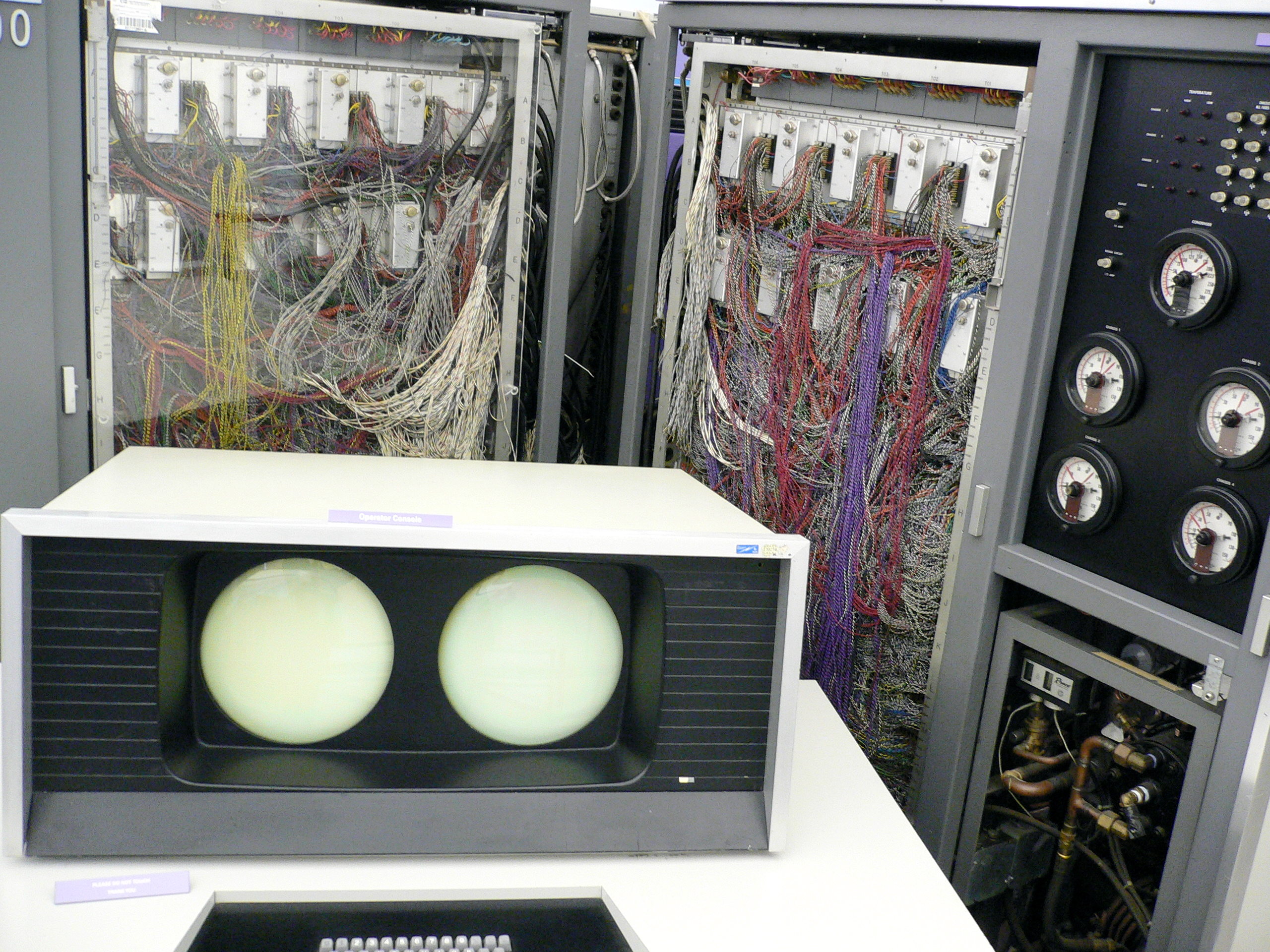
CDC 6600

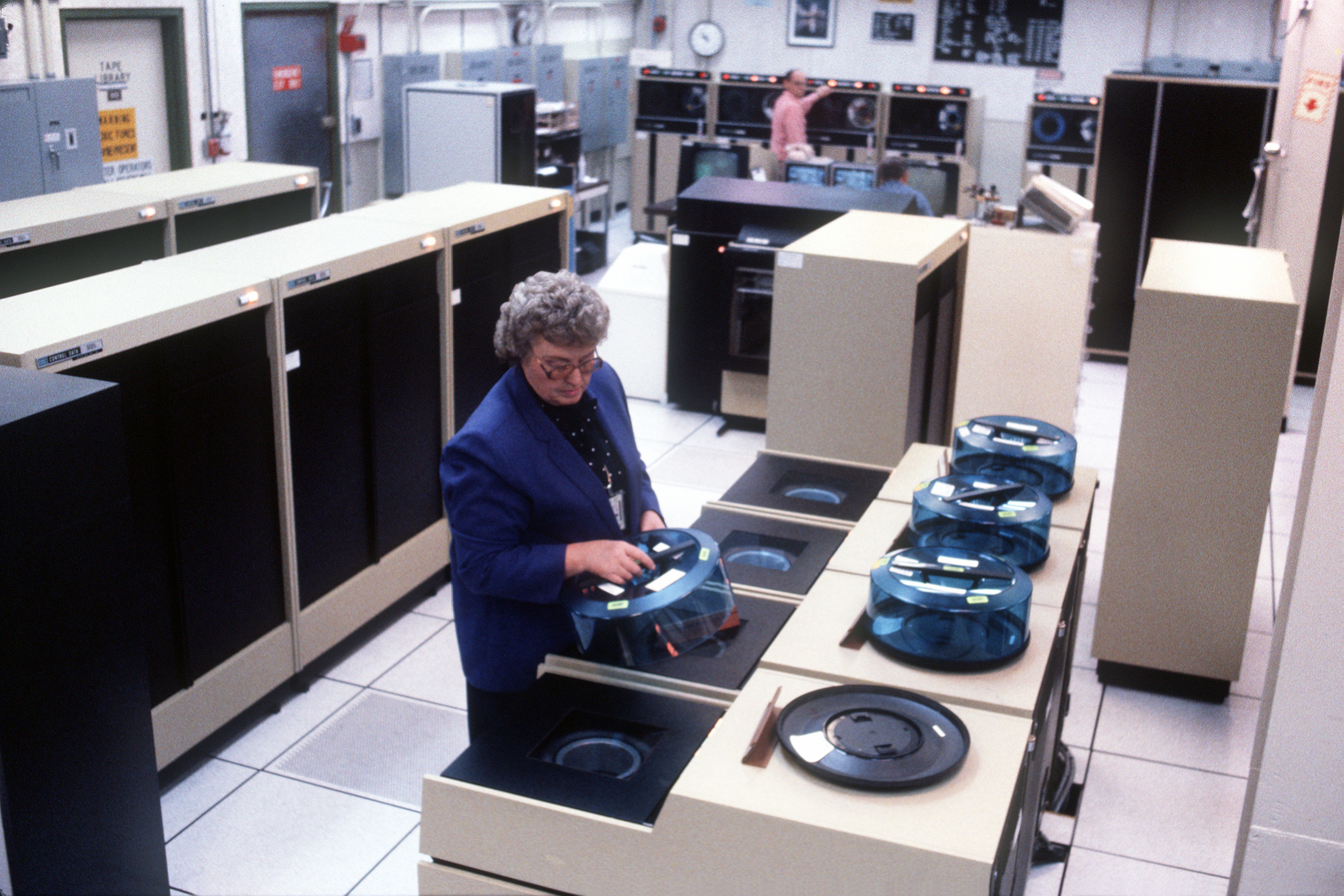
CDC Cyber 170

- 1964 — 160-G, 3100, 3200, 3600, 6400
- 1965 — 1604-C, 1700, 3300, 3500, 8050, 8090
- 1966 — 3800, 6200, 6500, Station 6000
- 1969 — 7600, 6700
- 1970 — STAR-100
- 1971 — Cyber 71, Cyber 72, Cyber 73, Cyber 74, Cyber 76
- 1972 — 5600, 8600
- 1973 — Cyber 170, Cyber 172, Cyber 173, Cyber 174, Cyber 175, System 17
- 1976 — Cyber 18
- 1977 — Cyber 171, Cyber 176, Omega/480
- 1979 — Cyber 203, Cyber 720, Cyber 730, Cyber 740, Cyber 750, Cyber 760
- 1980 — Cyber 205
- 1982 — Cyber 815, Cyber 825, Cyber 835, Cyber 845, Cyber 855, Cyber 865, Cyber 875
- 1984 — Cyber 810, Cyber 830, Cyber 840, Cyber 850, Cyber 860, Cyber 990, CyberPlus
- 1986 — ETA10 (дочерняя компания ETA Systems)
- 1987 — Cyber 910, Cyber 930, Cyber 995
- 1988 — Cyber 960
- 1989 — Cyber 920, Cyber 2000